# EW Group
Die EW Group GmbH (auch Erich Wesjohann Gruppe genannt) mit Sitz in Visbek in Niedersachsen ist in den Branchen Genetik (Tier- und Pflanzenzucht), Gesundheit und Diagnostik aktiv. Ihre Holding verbindet mehr als 300 weltweit tätige Unternehmen. Die Geschäftsleitung besteht aus dem Gründer Erich Wesjohann, seinen Söhnen Dirk und Jan Wesjohann sowie Albert Cordts.

## Geschichte

### Ursprung
Der Ursprung der EW Group liegt in der „Lohmann-Wesjohann-Gruppe“, der Unternehmen im Bereich Geflügelzucht, Tiernahrung und Pharma angehörten und die von Paul Wesjohann und Heinz Lohmann geführt wurde. Im Betrieb aktiv waren zudem die zwei Söhne von Paul Wesjohann, Paul-Heinz und Erich Wesjohann. Im Jahr 1997 übernahmen beide Brüder die kompletten Firmenanteile. 1998 wurde die Unternehmensgruppe geteilt. So entstanden 1999 einerseits die heutige EW Group, die Erich Wesjohann Gruppe, und andererseits die PHW Group, die Paul-Heinz Wesjohann Gruppe. Im Rahmen der Teilung übernahm Erich Wesjohann die Unternehmensbereiche Geflügelzucht, Pilzzucht und Getreidehandel. Paul-Heinz Wesjohann übernahm den Schlachtbetrieb und die Tierfutter- sowie die Pharmasparte. Erich Wesjohann benannte die Unternehmensgruppe 2006 von Erich Wesjohann GmbH & Co. KG zu EW Group GmbH um. 2010 überschritt die EW Group die Grenze von einer Milliarde Euro Umsatz.

### Seit 2005: Expansion in der Zucht von Geflügel und Legehennen
2005 kaufte die Erich Wesjohann Gruppe, bis dahin lediglich Weltmarktführer für die Zucht von Legehennen, Aviagen (Aviagen International Group Inc.), den Weltmarktführer für die Zucht von Mastgeflügel. 2010 wurde bekannt, dass die EW Gruppe die Masthuhn-Zuchtlinie Peterson Male des US-amerikanischen Zuchtunternehmens Peterson Farms übernimmt. Diese wurde in den Teilkonzern Aviagen eingegliedert, der 500 Standorte weltweit betreibt und rund 10.000 Mitarbeiter zählt. 2006 wurde zudem Aviagen Turkeys übernommen, ein weltweit führendes Putenzuchtunternehmen. Das Unternehmen ist durch den Zusammenschluss von British United Turkeys (B.U.T.) und Nicholas Turkey Breeding Farms entstanden.
Im Jahr 2015 gründete die EW Group die Gesellschaft Agri Advanced Technologies (AAT). Diese entwickelt seitdem Anwendungstechnologien für die Geflügelzucht und -haltung, darunter Maschinen zur In-Ovo-Geschlechtsbestimmung, Sortier- und Impfgeräte für die Broilerzucht und Anlagen zur Desinfektion von Futter und Eiern. Im August 2017 gab die EW Group die Übernahme des Masthuhn-Zuchtunternehmens Hubbard Breeders von der Groupe Grimaud bekannt, das 2018 in den Teilkonzern Aviagen Group eingegliedert wurde. 2022 übernahm die EW Group das französische Legehennenzucht-Unternehmen Novogen SAS und dessen niederländischen Vertriebspartner Verbeek.

### Seit 2008: Expansion in der Fischzucht
Im Jahr 2008 erwarb die EW Group Mehrheitsanteile an dem international tätigen Lachszucht-Unternehmens AquaGen mit Sitz in Norwegen. Im August 2013 wurde AquaGen dann zu 100 Prozent Teil der EW Group. Mit GenoMar (Norwegen) im Jahr 2017 und AquaAmerica / AquaPorto (Brasilien) im Jahr 2020 übernahm die EW Group zwei weitere Unternehmen, die auf die Zucht von Tilapia spezialisiert sind.

## Aktivitäten

### Überblick
Die Tochtergesellschaften der EW Group agieren überwiegend am Beginn der Wertschöpfungskette in der Basiszucht von Geflügel, Fisch sowie Obst und Gemüse. 77 % des Umsatzerlöses der EW Group, in Höhe von 3,08 Mrd. €, entfallen auf die Tierzucht. Darüber hinaus entwickelt und produziert die Unternehmensgruppe Tierarzneimittel, Futter- und Lebensmittelzusatzstoffe, sowie SPF-Eier für die Pharmaindustrie und ist im Pilzanbau, im Landhandel und in der Labordiagnostik tätig. Im Geschäftsjahr 2020/2021 generierte die EW Group 36,5 % der Umsätze in Europa, 31,9 % in Nordamerika, 11,7 % in Asien sowie 19,94 % in der restlichen Welt.

### Im Detail
Die EW Group ist in verschiedenen Geschäftsfeldern über ihre Tochterfirmen aktiv:
1. „Broiler-/Turkey-Breeding“ umfasst die Firmengruppe Aviagen, der weltweit führender Anbieter für Zuchttiere für die Hühner- und Putenmast ist.[6] Bei Masthühnern verfügt Aviagen über die Zuchtprogramme Ross, Arbor Acres, Indian River, Rowan Range und Speciality Males. Dazu kommen weitere Zuchtprogramme des Tochterunternehmens Hubbard.[20] Bei Mastputen bestehen die Zuchtprogramme Nicholas Turkeys, Hockenhull Turkeys und B.U.T. Zum Portfolio gehören neben der Zucht auch Forschungs- und Entwicklungstätigkeiten.[20]
2. „Layer Breeding und Reproduction“ umfasst die Legehennenzucht (Basiszucht/Genetik) und die Vermehrung von Legehennen. Lohmann Breeders (Cuxhaven), Hy-Line International (U.S.A.), H&N International (Cuxhaven)[20] und Novogen SAS (Frankreich)[11] sind weltweit mit voneinander unabhängigen Zuchtprogrammen aktiv. Von den gut 7 Milliarden Legehennen, die weltweit gehalten werden, stammen circa 2–3 Milliarden Legehennen aus Zuchtprogrammen der EW Group.[21] Lohmann Breeders, Hy-Line International und H&N International gehören bereits seit den 80er-Jahren zum Familienunternehmen. Novogen wurde 2008 in Frankreich gegründet und ist seit 2022 Teil der EW Group. Das Unternehmen betreibt zwölf Standorte.
3. Im Bereich „Fish Breeding“ werden die Sorten Lachs und Forelle von der AquaGen Gruppe – mit Sitz in Norwegen – gezüchtet. Die GenoMar Gruppe – ebenfalls mit Sitz in Norwegen – hat sich auf die Zucht und Vermehrung von Tilapia spezialisiert.
4. „Plant Breeding“ bedient die EW Group über das Unternehmen Planasa, das Obst- und Gemüsesorten wie Heidelbeeren, Himbeeren, Erdbeeren und Knoblauch, Spargel sowie Avocado züchtet und vermehrt.[22] Das Unternehmen verfügt über 225 registrierte Sorten. Planasa agiert weltweit und wurde im Jahr 1973 als Familienbetrieb gegründet. Im Jahr 2023[23] erfolgte die Übernahme durch die EW Group. Im gleichen Jahr erzielte Planasa einen Umsatz von über 70 Millionen Euro, betrieb acht Standorte und beschäftigte rund 4.000 Mitarbeiter.[24]
5. Den Sektor „Animal Health“ deckt die Firmengruppe Vaxxinova ab, die 2010 gegründet wurde. Zum Produktportfolio gehören Impfstoffe sowie andere Tierarzneimittel für Geflügel, Schwein, Rind, Fisch und Heimtiere. Teil des Unternehmens sind Produktions-, F&E- und Diagnoseeinrichtungen in mehr als zehn Ländern, einschließlich des Hauptsitzes in Nijmegen und einer auf Geflügel spezialisierten F&E-Abteilung.
6. Im Geschäftsbereich „Diagnostik“ sind die Firmengruppen Hygiena und BioChek tätig. Im Jahr 2020 hat die EW Group über ihre Tochtergesellschaft BioChek das auf Lebensmitteldiagnostik spezialisierte Unternehmen Biotecon gekauft.[25] 2021 übernahm die EW Group das amerikanische Unternehmen Hygiena (Kalifornien), einen Hersteller von Tests in den Bereichen Lebensmittelsicherheit, Veterinär- und Umweltdiagnostik. Mit der Übernahme wurden auch die Tochterunternehmen Biotecon und BioChek der EW Group auf Hygiena übertragen.[26] Hygiena entwickelt und vermarktet zusammen mit seinem Tiergesundheitsgeschäft BioChek diagnostische Testverfahren, darunter PCR-, ELISA- und ATP-Tests für die Überprüfung der Lebensmittelsicherheit[27], die Veterinärdiagnostik und die Umweltüberwachung. Alle Produkte werden über das unternehmenseigene globale Vertriebsnetz vertrieben. Hygiena unterhält Partnerschaften mit über 180 Vertriebsunternehmen in mehr als 100 Ländern weltweit und zählt mehr als 10.000 Kunden.[28]
7. Der Bereich „SPF- und Clean-Eggs“ wird durch Valo BioMedia vertreten. Das Unternehmen produziert Hühnereier, sogenannte Impfstoffeier, die sowohl in der Human- und Tierimpfstoffproduktion als auch in der pharmazeutischen Forschung eingesetzt werden. Valo BioMedia wurde 2011 gegründet und betreibt sechs Standorte.
8. Die Firmengruppe EW Nutrition spiegelt den Bereich „Animal Nutrition“ wider und stellt Futtermittel- sowie Lebensmitteladditive her. Der Geschäftsbereich “Automation/Technology” umfasst die Aktivitäten der beiden Unternehmen Agri Advanced Technologies (AAT) sowie Innovatec Hatchery Automation mit Sitz in Asperen, Niederlande, die Anlagen für die Geflügelproduktion anbieten. Dazu gehören beispielsweise Technologien zur Geschlechtsbestimmung im Ei[29], Impfungen und automatisierte Sortier- und Impfmaschinen.
9. Der Geschäftsbereich „Food“ bearbeitet die Pilzproduktion, von der Herstellung von Substrat über den Anbau bis zur Vermarktung und Verarbeitung von Pilzen. Für Letzteres zuständig ist die Pilzland Vertriebs GmbH, früher Wiesenhof Pilzland Vertriebsgesellschaft mbH.[30] Im Jahr 2015 wurde eine Minderheitsbeteiligung an der Plukon Food Group beschlossen, ein niederländischer Großschlachter und einer der größten Geflügelkonzerne Europas. Das Unternehmen EIPRO entwickelt, produziert und vermarktet seit 1990 europaweit Ei-Produkte für die Gastronomie, Industrie, Großverbraucher und Einzelhandel, wie flüssiges, pasteurisiertes Vollei, Eiweiß oder Eigelb im Tetra-Brik. Das Unternehmen wurde 2019 gegründet und beschäftigt an einem Standort rund 200 Mitarbeiter.
10. Die Unternehmensgruppe Magdeburger Getreide GmbH (MGG) verantwortet den Bereich „Grain Storage und Farming“. Zum Kerngeschäft der MMG zählen der Handel, die Lagerung und Bearbeitung von Körnerfrüchten sowie Landhandel aller Art.

### Forschung und Entwicklung
Die Unternehmen der Gruppe sind mit ihren Forschungs- und Entwicklungsaktivitäten in den vier Sektoren Genetik, Diagnostik, Ernährung sowie Gesundheit tätig. Dabei liegt ihr Schwerpunkt auf der Proteinproduktion, der Herstellung von Impfstoffen und der Bereitstellung von Diagnostikverfahren.

## Kontroversen

### Tierquälerei
2008 veröffentlichte die Tierrechtsorganisation PETA Videoaufnahmen aus Aviagen-Tierhaltungsbetrieben, die dokumentierten, dass dort gehaltene Puten von Arbeitern zu Tode getrampelt und geschlagen wurden. In der Folge wurden 19 Anklagen wegen Tierquälerei gegen ehemalige Mitarbeiter erhoben, laut PETA wurde ein Angeklagter zu einer Freiheitsstrafe von einem Jahr verurteilt und ein weiterer zu 6 Monaten Hausarrest. Die Lohmann Tierzucht wurde 2011 wegen Tierquälerei rechtskräftig verurteilt. Das Unternehmen hatte über einen längeren Zeitraum Hähnen zum Zweck der Markierung die Kämme und Zehen abgeschnitten. Die Firma wurde zu einem Bußgeld in Höhe von 100.000 Euro verurteilt.

### Wirtschaftsbeziehungen mit dem nordkoreanischen Regime
2015 wurde bekannt, dass das Tochterunternehmen AquaGen seit 2008 Lachsrogen nach Nordkorea exportierte. Das Unternehmen wurde öffentlich kritisiert, nachdem ein nordkoreanischer Überläufer berichtete, dass die Lachsfarm vom nordkoreanischen Militär betrieben worden sei und somit zur Finanzierung des nordkoreanischen Regimes beigetragen habe. AquaGen beendete den Export 2016.